# Барышников, Александр Гаврилович
Александр Гаврилович Барышников (1920, дер. Пуриха, Московская губерния — 2008, Москва) — командир авиационной эскадрильи Московского транспортного управления гражданской авиации, Герой Социалистического Труда.

## Биография
Родился в 1920 году деревне Пуриха Дмитровского района Московской области. Детство провел в деревне, хотя родители жили в Москве, где отец работал шорником на фабрике имени Будённого. С семи лет переехал к родителям, жил и учился в Москве, на Красной Пресне. В 1937 году окончил среднюю школу.
Сдал экзамены в Московский энергетический институт и одновременно, по направлению райкома комсомола, прошел комиссию в Тамбовское авиационное училище. Сделав выбор, уехал учиться на летчика. В 1940 году с отличием окончил авиационное училище и был направлен летчиком-инструктором в 73-ю учебную эскадрилью Гражданского воздушного флота, в город Курган. Здесь встретил начало Великой Отечественной войны. Первый военный год готовил летчиков для фронта, параллельно с инструкторской работой преподавал навигацию и теорию полётов.
Осенью 1942 года был направлен на фронт и зачислен в 1-ю Отдельную авиагруппу Западного фронта. С весны 1943 года воевал в составе 15-го ночного легкобомбардировочного авиационного полка 213-й ночной бомбардировочной авиационной дивизии. Все войну летал на самолете У-2, совершил 335 боевых вылетов на бомбардировку и в партизанские отряды, из них 50 — с посадкой в тылу противника ночью. Доставил сотни тонн грузов, вывез десятки раненых и детей. День Победы встретил в Восточной Пруссии, летом 1946 года был демобилизован. Вернулся в город Москву.
Решил остаться в авиации. С помощью однополчан устроился в Московское управление гражданской авиации. Первый год летал на самолете С-2 — санитарный вариант У-2. Потом переучился на транспортные самолёты, летал на Ли-2 из подмосковного аэропорта «Быково». C 1962 года работал в аэропорту «Домодедово», летал на самолетах Ил-12, Ту-104, Ту-114. Освоил флагманский лайнер Ил-62, на котором совершал межконтинентальные полеты по всему миру.
Указом Президиума Верховного Совета СССР от 9 февраля 1973 года за выдающиеся достижения в выполнении плановых заданий по авиаперевозкам, применению авиации в народном хозяйстве страны и освоению новой авиационной техники Барышникову Александру Гавриловичу присвоено звание Героя Социалистического Труда с вручением ордена Ленина и золотой медали «Серп и Молот».
Летную карьеру закончил в 1977 году. Удостоен звания «Заслуженный пилот СССР».
Скончался 9 декабря 2008 года.
Награждён орденами Ленина, Красного Знамени, двумя орденами Отечественной войны, медалями.